# シャープ・ホークス
シャープ・ホークス（Sharp Hawks）は、1963年に結成されたグループ・サウンズのバンド（コーラスグループ）。1969年に解散。

## メンバー

### シャープ・ホークス
- 野沢裕二（ボーカル）1942年6月2日生まれ。愛称：トミー　スペイン系
- 安岡力也（ボーカル）1947年7月19日生まれ。愛称：リキヤ　イタリア系
- 鈴木忠男（ボーカル）1945年3月19日生まれ。愛称：サミー　フィリピン系
- 小山真佐夫（ボーカル）1946年1月22日生まれ[注釈 1][1]。愛称：アンディ　ロシア系 　1967年脱退
- ジミー・レノン（ボーカル）1947年12月12日生まれ。愛称：ジミー、モグラ　父はイギリス系アメリカ人　小山の後任。1967年加入
- 山岡健二（ボーカル）初期のみ在籍
- 加古幸子（ボーカル）初期のみ在籍。後にサリー・メイ名義で活動

### ザ・シャープ・ホークス
- ジミー・レノン（ボーカル）
- 安岡力也（ボーカル）
- 鈴木忠男（ギター）
- 野沢裕二（ドラムス）
- 美島哲也（ギター）1947年生まれ。愛称：マウス
- 秋月克衛（ベース）1948年生まれ。愛称：シャック

### 安岡力也とシャープ・ホークス
- 安岡力也（ボーカル）
- 福山元一郎（ギター）1946年生まれ。愛称：モーボー
- 津島啓人（ベース）1948年生まれ。愛称：ケイト
- 川島信一（ドラムス）1949年生まれ。愛称：ヘンリー
- 麻紀タケシ（キーボード）元ジ・エドワーズ　1949年生まれ。愛称：アッピー

## 概要
歌って踊れる異色の混血グループとして1963年3月、野沢裕二、安岡力也、鈴木忠男、山岡健二、加古幸子（のちのサリー・メイ）の5人で結成。初舞台は同年5月の日劇ウエスタンカーニバル。そのグループ名の由来は所属事務所である東京第一プロダクション（現：第一プログループ）社長の岸部清より「鷹のように鋭く歌え！」との言葉から。
幾度かのメンバーチェンジの後、5人組のバックバンドが加わり一時期は10人の大所帯となるが、1965年にバックバンドは井上宗孝とシャープ・ファイブとして独立。野沢、安岡、鈴木、小山の4人でキングレコードより1966年9月にデビュー。1967年春に小山が脱退、代わりに大阪のバンド「チェックメイツ」からアメリカニュージャージー州生まれの兵庫県尼崎市育ちで甲子園への出場経験がある柴治美（ジミー・レノン）が参加。12月のシャープ・ファイブのレコード会社移籍に伴い契約問題からバッキング演奏が不可能となり、1968年にバンド形態のザ・シャープ・ホークスへと再編するも1969年に解散した。
その後、安岡ひとりを残して新生シャープ・ホークスとして再スタートするがシングル一枚のみで解散した。
なお、ジミー・レノンはグループ解散後1969年秋よりファッションモデルへ転向、人気を得て1980年代半ばまで第一線で活動後、モデルクラブ「フェイセス・ギルド」を設立。
小山真佐夫はバンド脱退後、ソロ歌手に転向。「アンディ」名義で活動を始めた。アイ・ジョージとともに国内や海外でライブツアーを積極的に行う。1982年、東京音楽祭で新人奨励賞受賞。1983年にはアニメ『機甲創世記モスピーダ』の主題歌を歌い、当時のアニメ雑誌（アニメディア、ジ・アニメなど）で行われた人気主題歌ランキングでも上位に食い込んだ。その後「アンディ小山」と名義を変更し、歌手活動を続ける傍らボーカルスクールで講師を務め後進を指導している。現在は岩手県を拠点に活動をしている。

## ディスコグラフィ

### シングル
- 全てキングレコードからリリース。
- シャープ・ホークス名義。

| # | 発売日          | A/B面 | タイトル              | 作詞                  | 作曲                  | 編曲     | 規格品番 |
| - | --------------- | ----- | --------------------- | --------------------- | --------------------- | -------- | -------- |
| 1 | 1966年 9月1日   | A面   | ついておいで          | 尾中美千絵            | 鈴木邦彦              | 古屋紀   | BS-489   |
| 1 | 1966年 9月1日   | B面   | キュン!キュン!キュン! | いとうあきら          | 野沢裕二              | 古屋紀   | BS-489   |
| 2 | 1966年 12月1日  | A面   | 遠い渚                | 橋本淳                | すぎやまこういち      | 古屋紀   | BS-549   |
| 2 | 1966年 12月1日  | B面   | いつものところで      | 小佐和志帆            | 野沢裕二              | 古屋紀   | BS-549   |
| 3 | 1967年 4月1日   | A面   | 若い夜                | 鈴木邦彦              | 鈴木邦彦              | 古屋紀   | HIT-705  |
| 3 | 1967年 4月1日   | B面   | 愛の土曜日            | 尾中美千絵            | 鈴木邦彦              | 古屋紀   | HIT-705  |
| 4 | 1967年 8月1日   | A面   | 海へかえろう          | 橋本淳                | すぎやまこういち      | 古屋紀   | HIT-714  |
| 4 | 1967年 8月1日   | B面   | 星のカーニヴァル      | 鈴木邦彦              | 鈴木邦彦              | 古屋紀   | HIT-714  |
| 5 | 1967年 12月20日 | A面   | レット・ミー・ゴー!   | 野沢裕二              | 野沢裕二              | 三根信宏 | HIT-721  |
| 5 | 1967年 12月20日 | B面   | ロンリー・ラヴ        | 尾中美千絵            | 鈴木邦彦              | 古屋紀   | HIT-721  |
| 6 | 1968年 1月20日  | A面   | オーケイ!             | H.Braikley            | H.Braikley            | 古屋紀   | HIT-724  |
| 6 | 1968年 1月20日  | B面   | テル・ミー            | M.Jagger / K.Richards | M.Jagger / K.Richards | 古屋紀   | HIT-724  |

- ザ・シャープ・ホークス名義。

| # | 発売日        | A/B面 | タイトル     | 作詞       | 作曲       | 編曲                   | 規格品番 |
| - | ------------- | ----- | ------------ | ---------- | ---------- | ---------------------- | -------- |
| 1 | 1968年 8月1日 | A面   | ジーザス!    | 野沢裕二   | 野沢裕二   | 高田弘                 | HIT-736  |
| 1 | 1968年 8月1日 | B面   | スオミの乙女 | 尾中美千絵 | 松宮庄一郎 | ザ・シャープ・ホークス | HIT-736  |

- 安岡力也とシャープ・ホークス名義。

| # | 発売日        | A/B面 | タイトル         | 作詞   | 作曲             | 編曲   | 規格品番 |
| - | ------------- | ----- | ---------------- | ------ | ---------------- | ------ | -------- |
| 1 | 1969年 4月1日 | A面   | この胸に十字架を | 橋本淳 | すぎやまこういち | 高田弘 | HIT-745  |
| 1 | 1969年 4月1日 | B面   | 愛の砂丘         | 橋本淳 | すぎやまこういち | 高田弘 | HIT-745  |

### アルバム

#### オムニバス・アルバム
- レッツ・ゴー・ビート・キャラバン!（1967年8月10日、SET-64）
  - 「遠い渚」「若い夜」の別バージョンを収録。

## 映画
- 嵐に立つ （1968年、松竹）